# Declaració unilateral d'independència

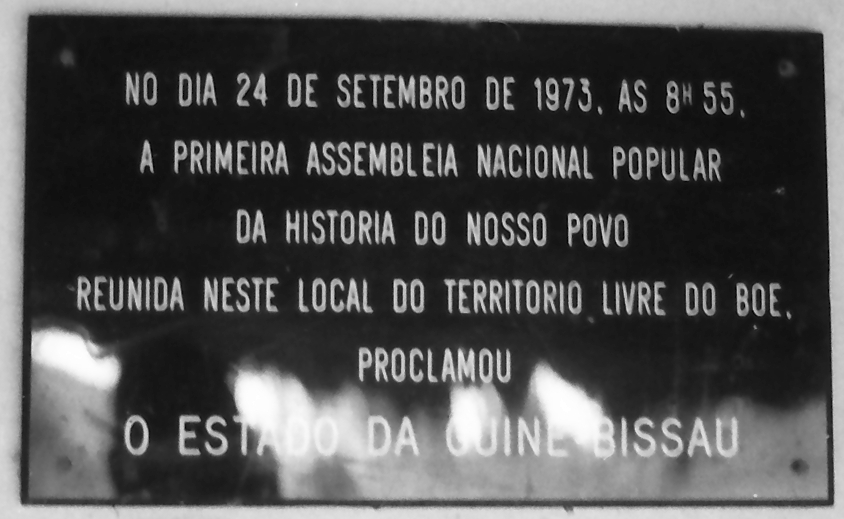
Placa en memòria a la declaració unilateral d'independència de Guinea Bissau, signada el 24 de setembre del 1973 a Madina do Boé.

Una declaració unilateral d'independència (DUI) és una variant de declaració d'independència establerta quan un govern d'una entitat constituent d'un estat sobirà es declara ella mateixa com a estat sobirà, sense un referèndum d'independència o sense un acord formal amb l'estat del qual declara la seva secessió. Es va reconèixer formalment per primera vegada quan Rhodèsia es va declarar unilateralment independent del Regne Unit el 1965 sense acord amb aquest altre estat malgrat que ja s'havia produït anteriorment diverses vegades.

## Exemples destacats
| Any  | Estat declarat                                            | Estat originari                 | Reconeixement internacional | Notes |
| ---- | --------------------------------------------------------- | ------------------------------- | --------------------------- | --- |
| 1776 | Estats Units d'Amèrica                                    | Imperi Britànic                 | Si                          | |
| 1777 | Vermont                                                   | Imperi Britànic                 | Si                          | |
| 1816 | Províncies Unides del Riu de la Plata                     | Espanya                         | Si                          | Desmembrament de l'estat entre la Confederació Argentina, l'Uruguai i Bolivia. Reconeixement de la independència argentina al 1859.                         |
| 1821 | Grècia                                                    | Imperi Otomà                    | Si                          | Victòria grega al 1832. |
| 1830 | Bèlgica                                                   | Regne Unit dels Països Baixos   | Si                          | La Conferència de Londres de 1930 ratifica i defensa la seva independència.                                                                                 |
| 1898 | Primera República filipina                                | Espanya                         | Si                          | Tot i derrotar els espanyols, després del Tractat de París passen a estar ocupats pels nord-americans fins al 1946.                                         |
| 1903 | Panamà                                                    | Colòmbia                        | Si                          | |
| 1912 | Albània                                                   | Imperi Otomà                    | Si                          | |
| 1916 | República Irlandesa                                       | Regne Unit                      | Si                          | |
| 1922 | Egipte                                                    | Regne Unit                      | Si                          | |
| 1931 | Jiangxi                                                   | Xina                            | Parcial                     | El Partit Comunista Xinès la va dissoldre el 1937 en el marc del Segon Front Unit amb el Kuomintang, tot i mantenir el control de facto.                    |
| 1945 | Indonèsia                                                 | Països Baixos                   | Si                          | |
| 1960 | Katanga                                                   | República Democràtica del Congo | No                          | L'Operació de les Nacions Unides al Congo posa fi al 1963.                                                                                                  |
| 1965 | Rhodesia                                                  | Regne Unit                      | Si                          | Aconsegueixen la independència al 1980 com a Zimbàbue. |
| 1967 | Anguilla                                                  | Regne Unit                      | No                          | Les tropes britàniques prenen el control al 1969. |
| 1967 | Biafra                                                    | Nigeria                         | No                          | Rendició de les forces de Biafra al 1970. |
| 1971 | Bangladesh                                                | Pakistan                        | Si                          | |
| 1973 | Guinea Bissau                                             | Portugal                        | Si                          | Final del conflicte i independència efectiva el 1974. |
| 1975 | República de Cabinda                                      | Angola                          | No                          | |
| 1975 | Timor Oriental                                            | Portugal                        | Si                          | Tot i que el territori inicialment va ser envaït i annexionat per Indonèsia, van aconseguir la independència el 2002.                                       |
| 1983 | República Turca de Xipre del Nord                         | Xipre                           | Parcial                     | Independent de facto, amb l'únic reconeixement de Turquía.                                                                                                  |
| 1988 | Palestina                                                 | Israel                          | Parcial                     | Tot i obtenir entorn del 75% del reconeixement d'estats membres de les Nacions Unides, el conflicte obert impedeix el lliure desenvolupament del nou estat. |
| 1990 | Namíbia                                                   | Sud-àfrica                      | Si                          | |
| 1990 | Transnístria                                              | Moldàvia                        | Parcial                     | Independent de facto. |
| 1990 | Karakalpakistan                                           | Uzbekistan                      | No                          | Incorporat a l'Uzbekistan al 1993. Actualment República Autònoma.                                                                                           |
| 1991 | Somalilàndia                                              | Somalia                         | Parcial                     | Control parcial del territori |
| 1991 | Croàcia                                                   | Iugoslàvia                      | Si                          | Final del conflicte al 1995. |
| 1991 | Eslovènia                                                 | Iugoslàvia                      | Si                          | Signatura de l'Acord de Brioni el mateix any. |
| 1991 | República Txetxena d'Itxkèria                             | Rússia                          | No                          | Va controlar de facto parts del territori, però amb la Segona guerra de Txetxènia es va posar fi al conflicte.                                              |
| 1991 | República d'Artsakh                                       | Azerbaidjan                     | Parcial                     | Independent de facto fins a la invasió d'Azerbaidjan de 2023.                                                                                               |
| 1991 | Ossètia del Sud                                           | Geòrgia                         | Parcial                     | Independent de facto, reconeguda per 5 estats. |
| 1992 | Bòsnia i Hercegovina                                      | Iugoslàvia                      | Si                          | Es realitzen els Acords de Dayton el 1995. |
| 1999 | Abkhazia                                                  | Geòrgia                         | Parcial                     | Independent de facto, reconeguda per 5 estats. |
| 2008 | Kosovo                                                    | Sèrbia                          | Parcial                     | Només la meitat (53.9%) dels estats membres de les Nacions Unides han reconegut la independència de Kosovo.                                                 |
| 2014 | República de Crimea                                       | Ucraïna                         | En disputa                  | Rússia es va annexionar Crimea al 2014. Territori en disputa en el marc de la Invasió d'Ucraïna.                                                            |
| 2014 | República Popular de Donetsk República Popular de Luhansk | Ucraïna                         | En disputa                  | Després de la Guerra al Donbàs i la Invasió d'Ucraïna, els territoris van ser annexionats per Rússia al 2022. El conflicte encara és obert.                 |
| 2017 | Catalunya                                                 | Espanya                         | No                          | Declaració suspesa, executant-se l'article 155 de la Constitució espanyola.                                                                                 |

## Aspectes legals
El Tribunal Internacional de Justícia va declarar el 2010, en relació amb la Independència de Kosovo, que les declaracions unilaterals d'independència no són il·legals sota la legislació internacional.